# Bahrajn na Letnich Igrzyskach Olimpijskich 2024
Bahrajn na Letnich Igrzyskach Olimpijskich 2024 - reprezentacja Bahrajnu na Letnich Igrzyskach Olimpijskich 2024, rozgrywanych w dniach 26 lipca – 11 sierpnia 2024 roku w Paryżu. W jej skład weszło czternastu zawodników – osiem kobiet i sześciu mężczyzn, 
którzy wystąpili w pięciu dyscyplinach. Był to jedenasty występ tego kraju na letnich igrzyskach olimpijskich.

## Zdobyte medale[1]
| Medal  | Zawodnik          | Dyscyplina           | Konkurencja                            | Rezultat                                                   | Data        |
| ------ | ----------------- | -------------------- | -------------------------------------- | ---------------------------------------------------------- | ----------- |
| Złoto  | Winfred Yavi      | Lekkoatletyka        | bieg na 3000 m z przeszkodami kobiet   | 8:52,76                                                    | 6 sierpnia  |
| Złoto  | Achmied Tażudinow | Zapasy               | kategoria do 97 kg mężczyzn styl wolny | W finale pokonał reprezentanta Gruzji Giwi Maczaraszwilego | 11 sierpnia |
| Srebro | Salwa Eid Naser   | Lekkoatletyka        | bieg na 400 m kobiet                   | 48,53 s                                                    | 9 sierpnia  |
| Brąz   | Gorr Minasjan     | Podnoszenie ciężarów | kategoria powyżej 102 kg mężczyzn      | 461 kg                                                     | 10 sierpnia |

## Reprezentanci

### Judo
| Zawodnik          | Konkurencja | 1/32             | 1/16             | 1/8              | Ćwierćfinał      | Półfinał         | Repasaże         | Finał / 3. miejsce | Finał / 3. miejsce | Źródła |
| Zawodnik          | Konkurencja | Przeciwnik Wynik | Przeciwnik Wynik | Przeciwnik Wynik | Przeciwnik Wynik | Przeciwnik Wynik | Przeciwnik Wynik | Przeciwnik Wynik   | Pozycja            | Źródła |
| ----------------- | ----------- | ---------------- | ---------------- | ---------------- | ---------------- | ---------------- | ---------------- | ------------------ | ------------------ | ------ |
| Askerbii Gerbekov | -81 kg (m)  | BYE              | Albayrak P 00-10 | NQ               | NQ               | NQ               | NQ               | NQ                 | 17.                | [ 2 ]  |

### Lekkoatletyka
| Zawodnik        | Konkurencja               | Eliminacje | Eliminacje | Repasaże | Repasaże | Półfinał | Półfinał | Finał    | Finał   | Pozycja | Źródło |
| Zawodnik        | Konkurencja               | Wynik      | Miejsce    | Wynik    | Miejsce  | Wynik    | Miejsce  | Wynik    | Miejsce | Pozycja | Źródło |
| --------------- | ------------------------- | ---------- | ---------- | -------- | -------- | -------- | -------- | -------- | ------- | ------- | ------ |
| Birhanu Balew   | 5000 m (m)                | 13:53,11   | 10.        | NQ       | NQ       | NQ       | NQ       | NQ       | NQ      | 10.     | [ 3 ]  |
| Birhanu Balew   | 10 000 m (m)              | —          | —          | —        | —        | —        | —        | 27:30,94 | 17.     | 17.     | [ 3 ]  |
| Salwa Eid Naser | 400 m (k)                 | 49,91      | 1.         | BYE      | BYE      | 49,08    | 1.       | 48,53    | 3.      | srebro  | [ 4 ]  |
| Kemi Adekoya    | 400 m przez płotki (k)    | DNS        | DNS        | NQ       | NQ       | NQ       | NQ       | NQ       | NQ      | NQ      | [ 5 ]  |
| Nelly Jepkosgei | 800 m (k)                 | 2:00,63    | 5.         | 2:01,12  | 5.       | NQ       | NQ       | NQ       | NQ      | 32.     | [ 6 ]  |
| Winfred Yavi    | 3000 m z przeszkodami (k) | 9:15,11    | 1.         | —        | —        | —        | —        | 8:52,76  | 1.      | złoto   | [ 7 ]  |
| Eunice Chumba   | Maraton (k)               | —          | —          | —        | —        | —        | —        | 2:26,10  | 10.     | 10.     | [ 8 ]  |
| Tigist Gashaw   | Maraton (k)               | —          | —          | —        | —        | —        | —        | 2:30,53  | 34.     | 34.     | [ 9 ]  |
| Rose Chelimo    | Maraton (k)               | —          | —          | —        | —        | —        | —        | 2:32,08  | 43.     | 43.     | [ 10 ] |

### Pływanie
| Zawodnik         | Konkurencja               | Eliminacje | Eliminacje | Półfinał | Półfinał | Finał | Finał | Źródło |
| Zawodnik         | Konkurencja               | Czas       | Poz.       | Czas     | Poz.     | Czas  | Poz.  | Źródło |
| ---------------- | ------------------------- | ---------- | ---------- | -------- | -------- | ----- | ----- | ------ |
| Saud Ghali       | 200 m st. klasycznym (m)  | 2:22,51    | 25.        | NQ       | NQ       | NQ    | NQ    | [ 11 ] |
| Amani Al-Obaidli | 100 m st. grzbietowym (k) | 1:04,27    | 31.        | NQ       | NQ       | NQ    | NQ    | [ 12 ] |

### Podnoszenie ciężarów
| Zawodnik       | Konkurencja | Rwanie | Rwanie  | Podrzut | Podrzut | Razem | Pozycja | Źródło |
| Zawodnik       | Konkurencja | Wynik  | Pozycja | Wynik   | Pozycja | Razem | Pozycja | Źródło |
| -------------- | ----------- | ------ | ------- | ------- | ------- | ----- | ------- | ------ |
| Lesman Montano | -102 kg (m) | 181    | 5.      | 211     | 6.      | 392   | 6.      | [ 13 ] |
| Gorr Minasjan  | +102 kg (m) | 216    | 1.      | 245     | 3.      | 461   | brąz    | [ 14 ] |

### Zapasy
| Zawodnik          | Konkurencja          | 1/8 finału       | Ćwierćfinał      | Półfinał         | Repasaż          | Finał/ Pojedynek o 3. miejsce | Finał/ Pojedynek o 3. miejsce | Źródło |
| Zawodnik          | Konkurencja          | Przeciwnik Wynik | Przeciwnik Wynik | Przeciwnik Wynik | Przeciwnik Wynik | Przeciwnik Wynik              | Pozycja                       | Źródło |
| ----------------- | -------------------- | ---------------- | ---------------- | ---------------- | ---------------- | ----------------------------- | ----------------------------- | ------ |
| Achmied Tażudinow | -97 kg st. wolny (m) | Azarpira W 4–3   | Jergali W 14–2   | Snyder W 6–4     | BYE              | Maczaraszwili W 2–0           | złoto                         | [ 15 ] |